# Kemény Dezső
Kemény Dezső (Budapest, 1925. március 6. – Dunaújváros, 2002. szeptember 24.) magyar író, műfordító.

## Élete
Budapesten született, alapfokú iskoláit is itt végezte. A budapesti Piarista Gimnáziumban érettségizett 1943-ban, majd utána a Műszaki Egyetem villamosmérnöki karán és a Pázmány Péter Egyetem bölcsészkarának magyar-latin-görög szakán tanult. Diplomát nem szerzett.
1947-től az Országos Széchényi Könyvtár könyvtárosaként, 1948-tól a Szikra Könyvkiadó lektoraként dolgozott.
1950-től az iparban tevékenykedett. Feleségével és két gyermekével 1953-ban költöztek Sztálinvárosba, harmadik gyermeke már itt született. Kezdetben segédmunkás volt, majd normaelszámoló, energetikus, később elektrikus lett. Az 1960-as években novellákat, verseket írt, amelyek a Tiszatájban és az Új Írásban jelentek meg. Később a Dunaújvárosi Hírlap munkatársa is volt.

„Itt maradtam tehát, s lettem dunaújvárosi, és maradok is, mert hiszen életemnek túlnyomó részét itt töltöttem. Hogy mivel töltöttem? Azzal, hogy éltem. Dolgoztam itt és ott, s közben írtam és fordítottam, jól-rosszul ezt én meg nem ítélhetem. … A Parnasszusnak még a derekára sem vágyakoztam, nemhogy a csúcsára, s maradtam itt és írtam, ahogyan erőmből és szorgalmamból tellett.”

– Kemény Dezső

## Művei
- A legrövidebb út – fantasztikus regény (Móra Ferenc Könyvkiadó, 1958)
- Gili – ifjúsági regény ((Móra Ferenc Könyvkiadó, 1962)
- Címe nincs; Magvető, Bp., 1963 (Új termés)
- A vámpírok sziklája – regény (Móra Ferenc Könyvkiadó, 1965)
- Tirk, a sofőr – elbeszélések (Magvető Könyvkiadó, 1966)
- Farkasvakság – színmű (Színjátszók kiskönyvtára 87., Népművelési Propaganda Intézet, 1967)
- A titokzatos kecskebak. Fantasztikus elbeszélések (Móra Ferenc Könyvkiadó, 1970) Online elérhetőség
- A harmadik generáció (Galaktika 55, 1984. 123-126. oldal)
- Mérleg. A dunaújvárosi PONT színjátszóegyüttes tíz éve; Bartók Béla Művelődési Központ, Dunaújváros, 1985
- Encián úr újabb álma (Galaktika, 1987/9 (84). 92-94. oldal]
- Mint a nyíl s zuhogó patak (Galaktika, 1988/10 (97). 93-94. oldal)
- Forgástestszindróma (Galaktika, 1992/1 (136). 93-94. oldal)
- Sírkerti strófák. Spoon River-re emlékezve; Pantaleon–Király, Dunaújváros–Székesfehérvár, 1992 (VIM kiadvány)
- Aton ragyogása (Galaktika, 1993/8 (155). 119-127. oldal)
- A CXCVI. levél (Galaktika, 1994/1 (160). 18-21. oldal)
- A vörösvonal effektus (Galaktika, 1994/6 (165). 112-117. oldal)
- Ne nézz hátra! – antológia (Árgus Kiadó, 1995)
- Ahol a part szakad – elbeszélések (Keystone Publishing, 2000)
- Gulliver Runghayban – szatirikus regény (kézirat, 2000)
- A titokzatos kecskebak. Fantasztikus bűnesetek; Könyvmolyképző, Szeged, 2005 (Jonatán könyvmolyképző) ISBN 9789639492660

## Díjak, kitüntetések
- 1977 – Második díj – Magyar Írók Szövetsége és a Fejér Megyei Tanács novellapályázat
- 1980 – Pályadíj – Életünk című folyóirat
- 1996 – Különdíj – Fejér Megyei Hírlap novellapályázat
- 2001 – Pro Cultura Intercisae díj